# 석순

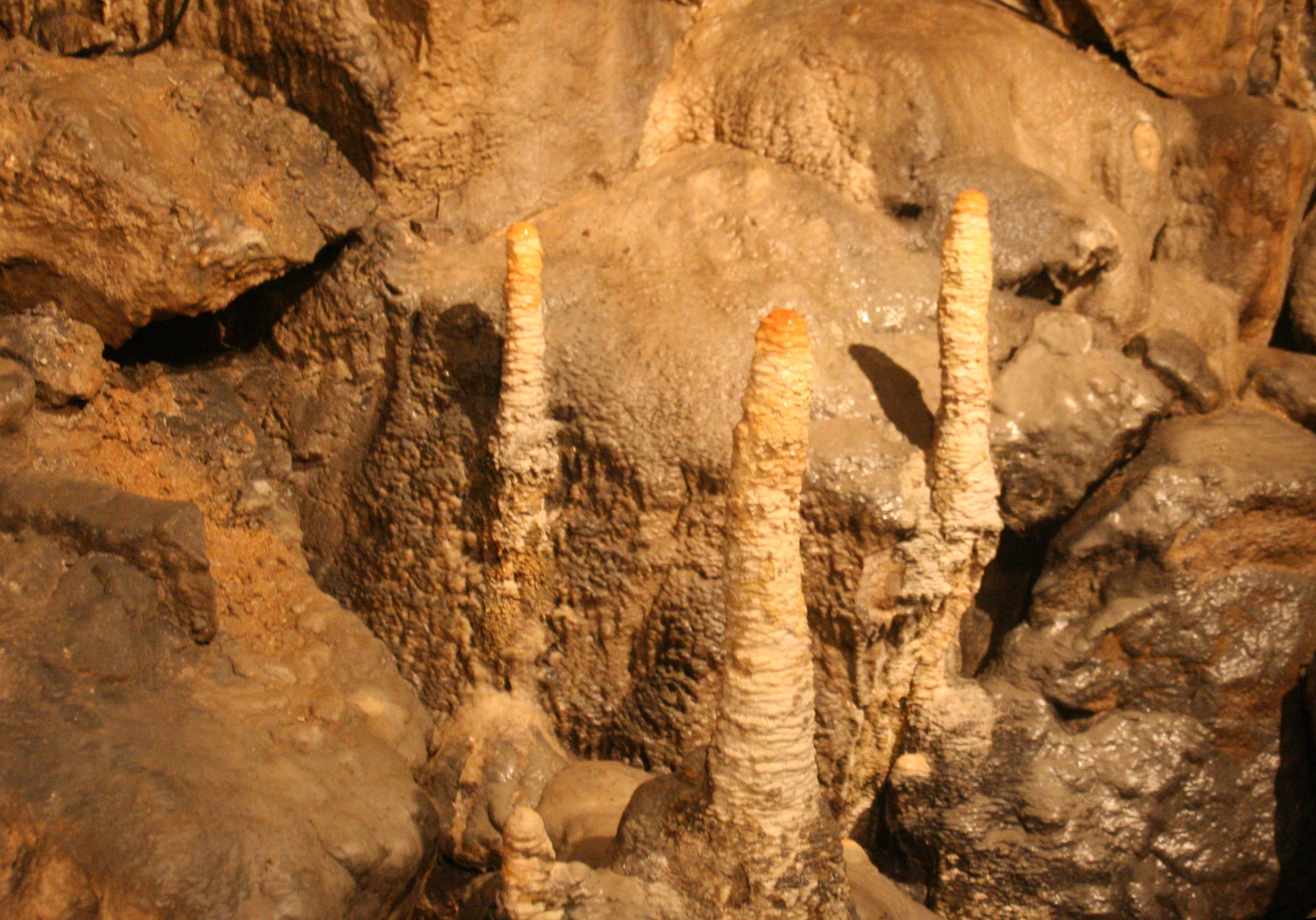
석회 동굴 바닥의 자라나는 석순

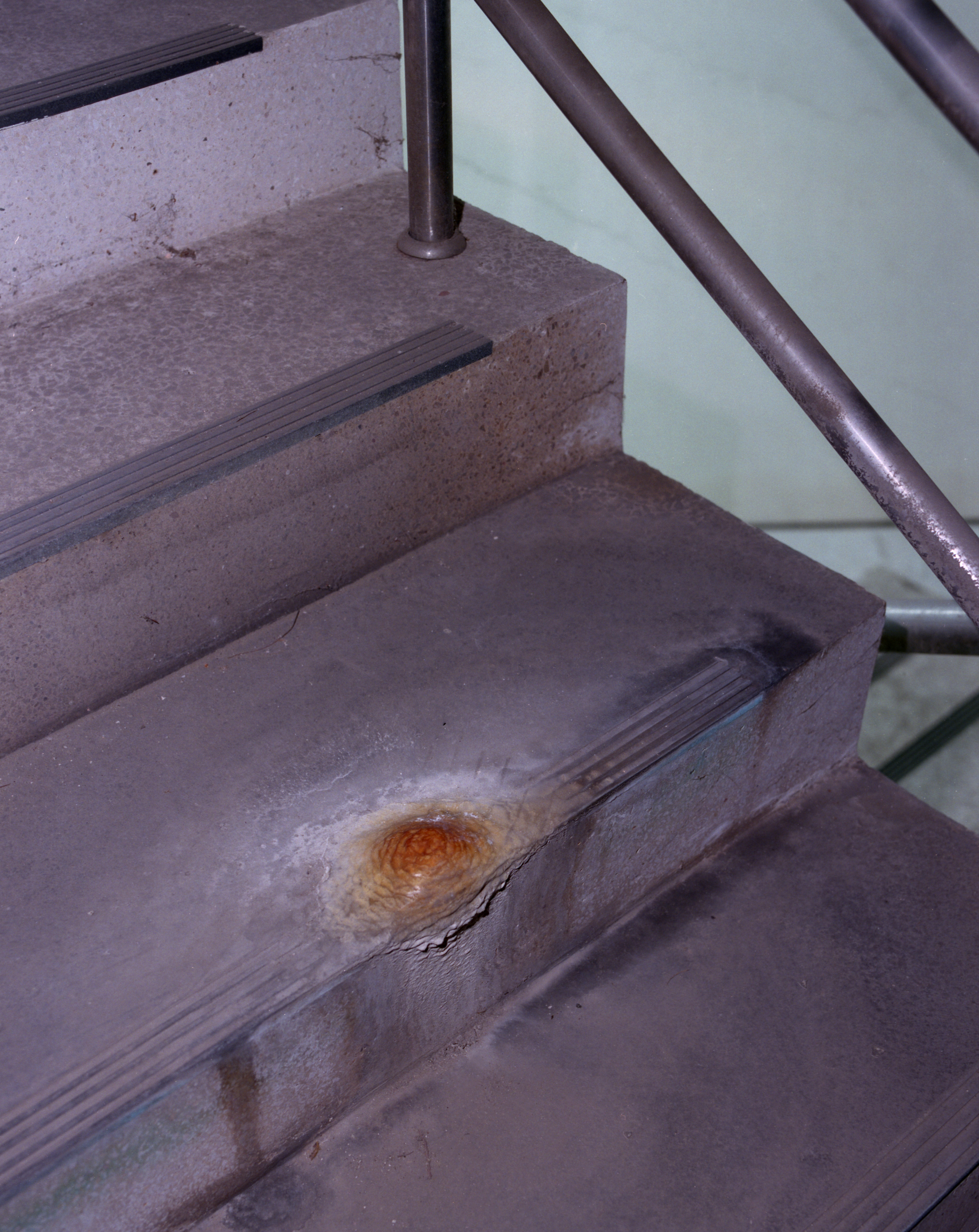
석순은 석회암 성분으로 지은 건축물에서 생겨나기도 한다.

석순(石筍)(stalagmite)은 지하수에 용융된 석회 성분이 고결되어 만들어진 것으로 죽순과 모양이 비슷한 암석이 위를 향해 자라 있는 모습을 하고 있다. 종유석에서 떨어진 지하수가 석순을 형성하므로, 석순의 바로 위에는 종유석이 있다. 충분한 시간이 흘러 종유석과 석순이 서로 만나게 되면 석회 기둥을 형성하는데 이를 석주라고 한다.